# Библиомайнинг
Библиомайнинг — термин, совмещающий понятия интеллектуальный анализ данных, хранилище данных и библиометрия для анализа библиотечных услуг. Термин был введён в 2003 году Скоттом Николсоном, доцентом кафедры информационных исследований Сиракузского Университета, для того, чтобы отличить интеллектуальный анализ данных в библиотеке от других типов интеллектуального анализа данных.

## Принцип работы библиомайнинга
Вначале необходимо создать хранилище данных. Это делается путем компиляции информации о ресурсах, таких как названия и авторы, тематические рубрики и описания коллекций. Затем организуется демографическая суррогатная информация. Так может быть получена информация о библиотеке (например, о
библиотекаре или о местоположении библиотеки, независимо от того, поступала ли информация из справочного стола).
Как только это будет организовано, данные могут обрабатываться и анализироваться. Это можно сделать с помощью нескольких методов, таких как онлайн-аналитическая обработка, с использованием программы интеллектуального анализа данных или визуализации данных.

## Применение библиомайнинга
Библиомайнинг используется для выявления того, что люди читают и исследуют, и позволяет библиотекарям лучше ориентировать свое сообщество. Библиомайнинг также может помочь директорам библиотек сосредоточить свои бюджеты на ресурсах, которые будут использоваться. Другой возможный случай — определить, когда люди чаще используют библиотеку, чтобы потребности в персонале могли быть адекватно удовлетворены. Сочетание библиомайнинга с другими методами исследований, такими как фокус-группы, опросы и анализ затрат и результатов, поможет библиотекарям лучше понять своих покровителей и их потребности.

## Проблемы
Существует беспокойство тем, что интеллектуальный анализ нарушает конфиденциальность патронов. Но, извлекая данные, все персональные данные удаляются, а хранилище данных является чистым. Исходные данные патронов затем могут быть полностью удалены и не будет возможности связывать новые данные с конкретным патроном. Это можно сделать несколькими способами. Первый, используемый с информацией о доступе к базе данных, предназначен для отслеживания IP-адреса, затем его нужно лишь заменить на аналогичный код, который позволит идентифицировать, не нарушая конфиденциальность. Второй способ — отслеживание элемента, возвращаемого в библиотеку, и создание «демографического суррогата» покровителя. Демографический суррогат не дал бы никакой идентифицируемой информации, такой как имена, номера или адреса библиотек.
Другая проблема библиомайнинга заключается в том, что он только предоставляет данные в очень отдалённом виде. Предоставляется информация о том, как патрон использует ресурсы библиотеки, но нет способа отслеживать, удовлетворяет ли он потребности пользователя полностью. Кто-то может взять книгу по теме, но не найти информацию, которую они искали. Библиомайнинг помогает определить, какие книги используются, но не насколько они полезны. Библиомайнинг не может предоставить информацию о том, насколько хорошо коллекция служит патрону. Чтобы противодействовать этому, библиомайнинг должен использоваться в соответствии с другими методами исследования.